# 施滕德利茨河
53°18′41″N 13°04′52″E / 53.3115°N 13.08104°E

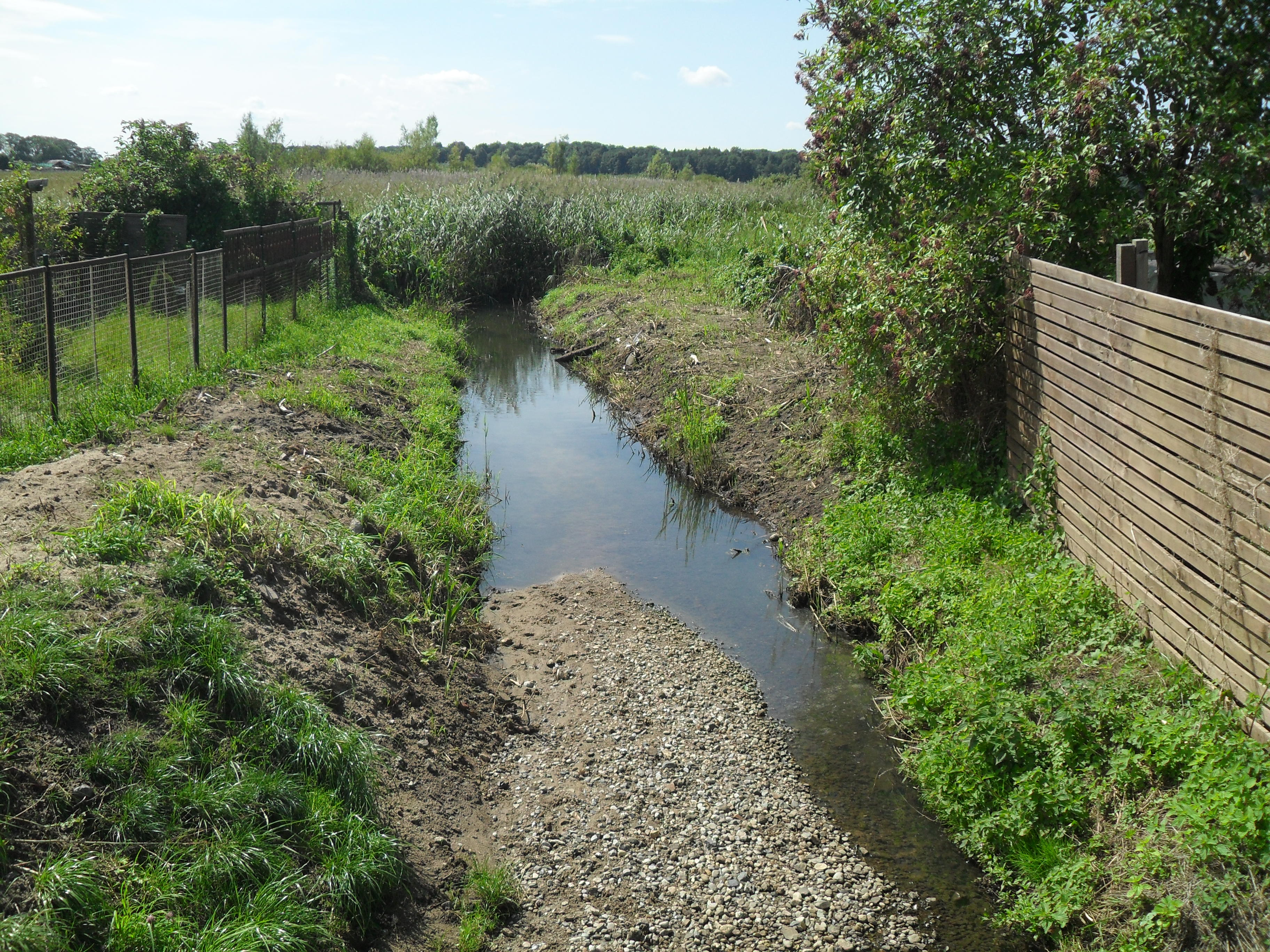
施滕德利茨河

施滕德利茨河（德語：Stendlitz），是德國的河流，位於該國東北部，由梅克倫堡-前波美拉尼亞州負責管轄，河道全長10公里，流域面積28平方公里，發源自新施特雷利茨東南面。

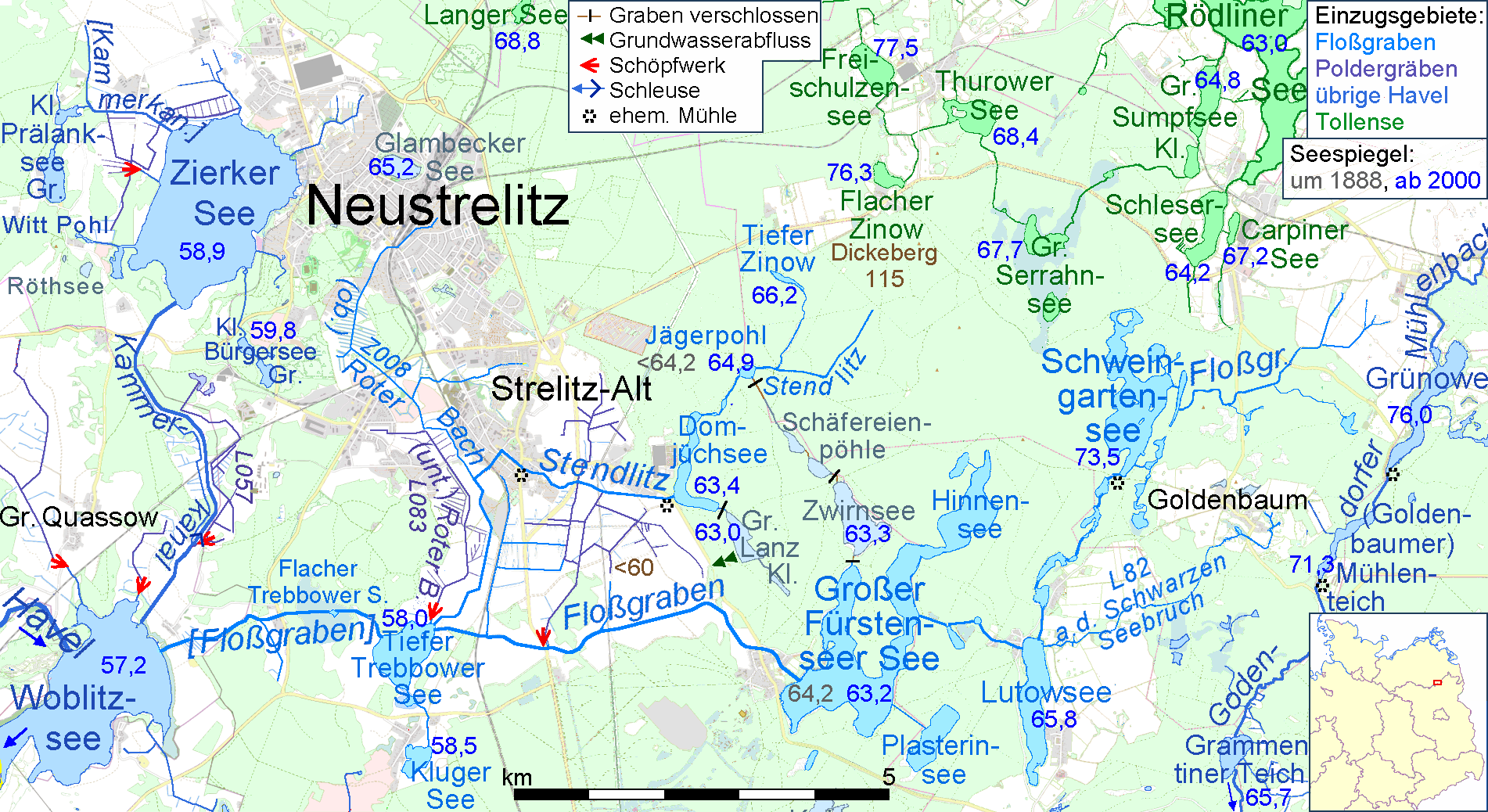
位置圖